# Tuberostylis rhizophorae
Tuberostylis rhizophorae là một loài thực vật có hoa trong họ Cúc. Loài này được Steetz miêu tả khoa học đầu tiên năm 1854.